# Saint-Uze

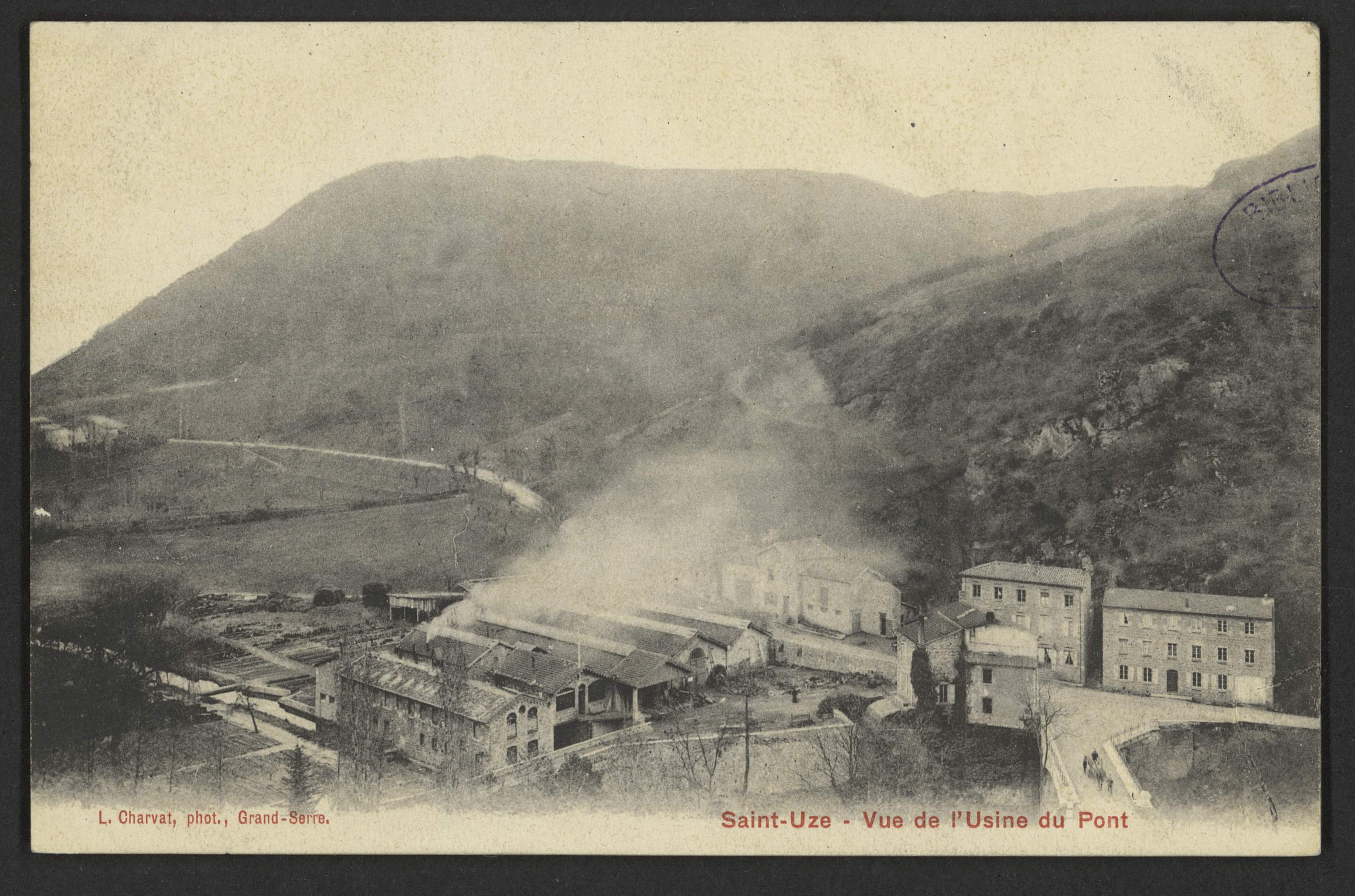
Saint Uze - Vista da la usina del puente. 1900.

Saint-Uze es una población y comuna francesa, en la región de Ródano-Alpes, departamento de Drôme, en el distrito de Valence y cantón de Saint-Vallier.

## Demografía
| 1970 | 1980 | 2086 | 2003 | 1846 | 1589 |
| Para los censos de 1962 a 1999 la población legal corresponde a la población sin duplicidades (Fuente: INSEE [Consultar]) |      |      |      |      |      |

## Historia
Saint-Uze es conocido por su producción de arenisca fina industrial en los siglos XIX y XX.
En 1789, dos hermanos de la familia Revol descubren en la localidad de Saint-Barthélemy-de-Vals un camino de arena Kaolino-feldespática que les permite crear dos fábricas de piedra arenisca en 1800 en Ponsas, y a continuación, a Saint-Uze. Los hermanos Revol se asocian con el químico M. Raymond para hacer utensilios de cocina y de química, que luego fueron vendidos en Alemania. Esta tierra de acero se vuelve completamente impermeable al comienzo de la vitrificación. Están hechos de utensilios higiénicos (llamados "porcelana higiénica", "hygioceram").
Esta producción se presentó con éxito en la Exposición Industrial de París en 1834. En respuesta a este éxito, nacieron otras fábricas, hasta una docena en los pueblos de Saint-Uze, Saint-Vallier, Ponsas, Andancette, Érôme, Eppinouze. Las producciones están diversificadas: aislantes eléctricos, alicatados, tinteros, lavabos, artículos funerarios, artículos promocionales como las garrafas de agua amarilla de Ricard.
La revolución de febrero de 1848 es bienvenida en Saint-Uze, y se planta un árbol de la libertad. A pesar del decreto de prefectura de enero de 1852, el municipio no lo lleva a cabo. Este árbol, un olmo, sobrevive a todas las restauraciones y períodos reaccionarios y aún sobrevivió a finales del siglo XX, Church Square.
En 1944, al noreste de la ciudad, era un terreno de paracaidismo de la Resistencia llamado Ajustador. En la noche del 29 de enero al 30, envases y embalajes de armas fueron lanzados en paracaídas con Leon Morandat (que ya se lanzó en paracaídas sobre Francia el 06/11/1941) y Binette Petit.